# Nabu-kenu-usur
Nabu-kenu-usur (akad. Nabû-kēnu-uṣur) – wysoki dostojnik, gubernator prowincji Samerina (Samaria) za rządów asyryjskiego króla Sennacheryba (704-681 p.n.e.); według Asyryjskiej kroniki eponimów w 690 r. p.n.e. pełnił urząd limmu (eponima).